# Michael Evans (fotograf)

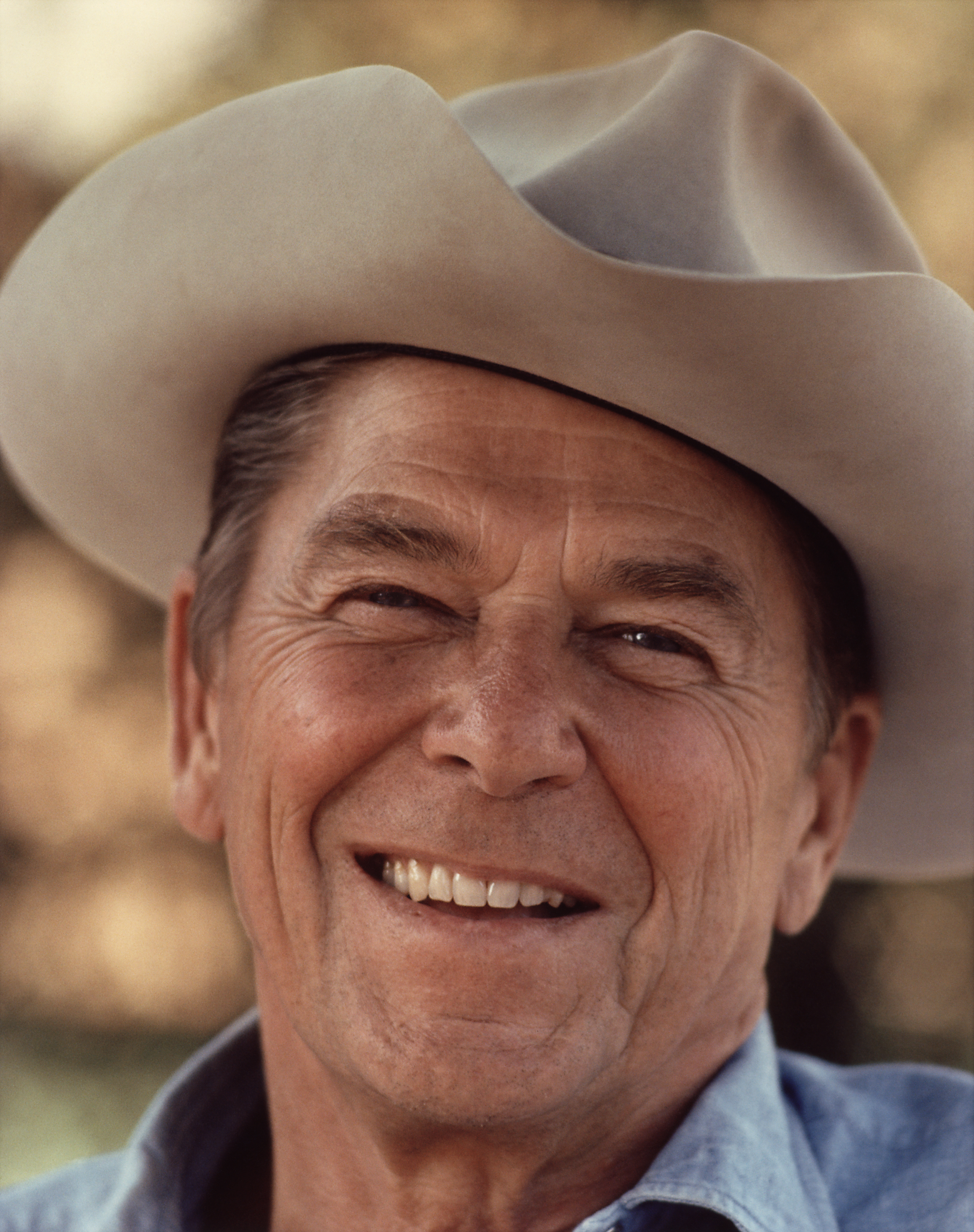
Evansova kultovní fotografie prezidenta Ronalda Reagana, 1976

Michael Arthur Worden „Mike“ Evans (21. června 1944 – 1. prosince 2005) byl americký novinářský fotograf a bývalý hlavní oficiální fotograf Bílého domu během prezidentství Ronalda Reagana během jeho prvního období v letech 1981 – 1985. Jeho nejznámější fotografie je z roku 1976, na které je Ronald Reagan s kovbojským kloboukem. Fotografii pořídil Evans pro časopis Equus a po Reaganově smrti v roce 2004 tuto fotografii otiskla celá řada tiskovin. Při fotografování pro deník The New York Times byl nominován na Pulitzerovu cenu.

## Životopis
Evans se narodil v St. Louis v Missouri jako syn kanadského diplomata Arthura Wordena Evanse a zdravotní sestry Audrey Evansové, rozené Grant-Daltonové. Evans žil v mládí v Havaně na Kubě a v Kapském Městě v Jižní Africe. Jeho první zaměstnání v patnácti letech bylo u Port Hope Evening Guide v kanadském Ontariu. Pak pracoval jako fotograf pro The Plain Dealer v Clevelandu, v časopise The New York Times a Time.
Reagana začal fotografovat, když pracoval pro Time a Reagan poprvé kandidoval za republikány na prezidenta. Evans pokračoval v dokumentování jeho politické kariéry, v roce 1980 se na čtyři roky odstěhoval do Washingtonu jako hlavní fotograf Bílého domu.
V roce 1982 založil The Portrait Project, neziskovou organizaci, která fotografovala vlivné osobnosti ve Washingtonu. Evansovy portréty 595 osobností byly vystaveny v roce 1985 v galerii umění Corcoran a v roce 1986 vyšly v knize People and Power: Portraits From the Federal Village.
Poté, co opustil svou práci v Bílém domě se Evans na dalších několik let vrátil do redakce Time jako smluvní fotograf. Evans se později stal fotoeditorem pro Atlanta Journal-Constitution a vytvářet počítačový software pro digitální katalogizační systémy.
Evans byl celoživotním členem Národní asociace novinářských fotografů a pracoval jako hlavní technický ředitel společnosti ZUMA Press. Je autorem celé řady známých fotografií. Například jak Nancy Reaganová vykukuje zpoza dveří tiskové místnosti s narozeninovým dortem jako překvapení pro svého manžela. Nebo pokus o atentát na Reagana, který chtěl 31. března 1981 spáchat John Hinckley junior.
Michael Evans si vzal v roce 1967 Lindu Forde, spolu měli tři děti a rozvedli se v roce 1975. V roce 1983 si vzal Story Shemovou, bývalou Carterovu asistentku a zakládající partnerku Washingtonské komunikační firmy Arrive. Měli spolu dvě děti.
Evans zemřel na rakovinu ve svém domě v Atlantě.
Stovky jeho snímků spadají do kategorie public domain a jsou k dispozici na úložišti obrázků Wikimedia Commons.

## Galerie

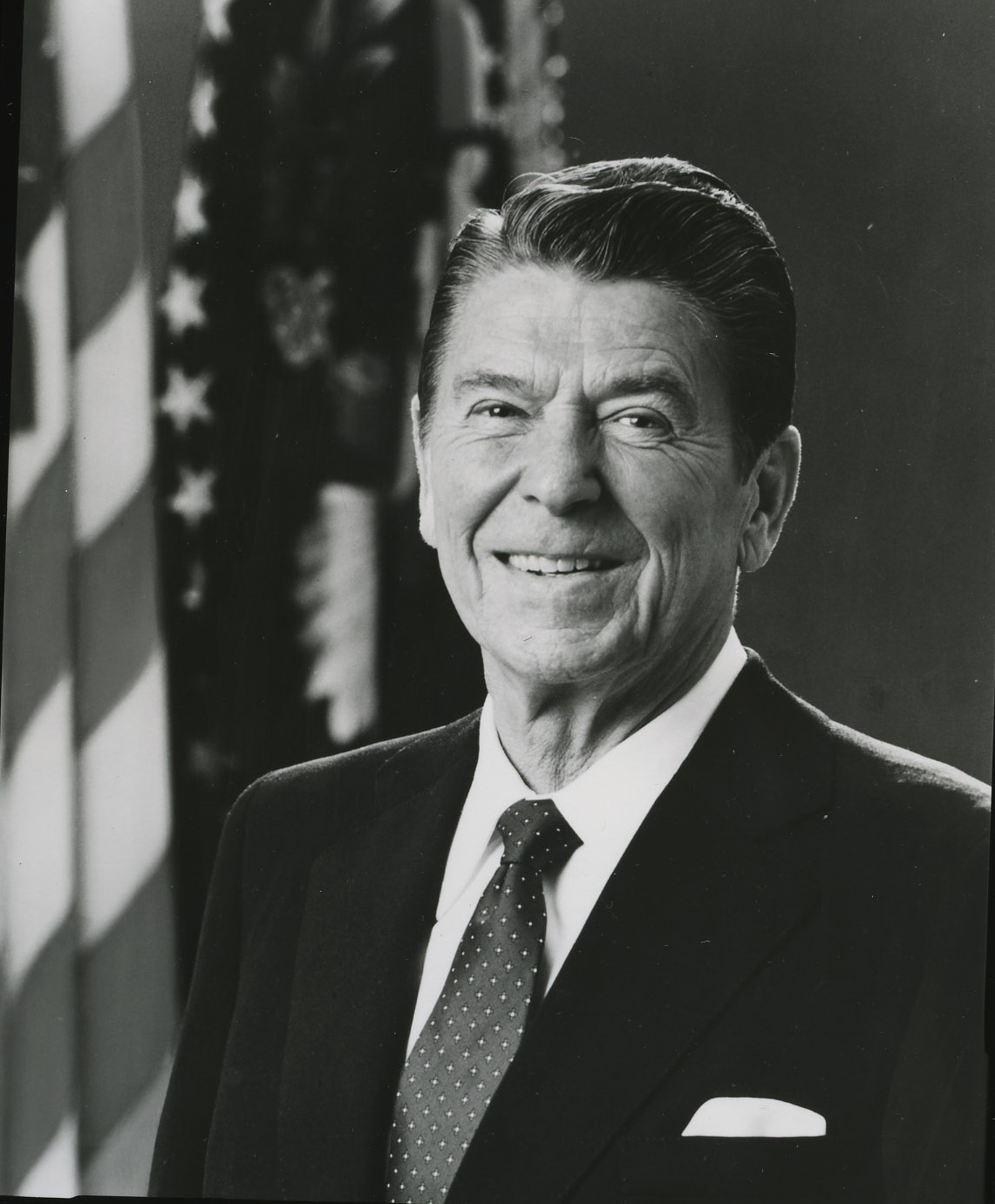
Prezident Ronald Reagan, oficiální portrét, 26. února, 1981
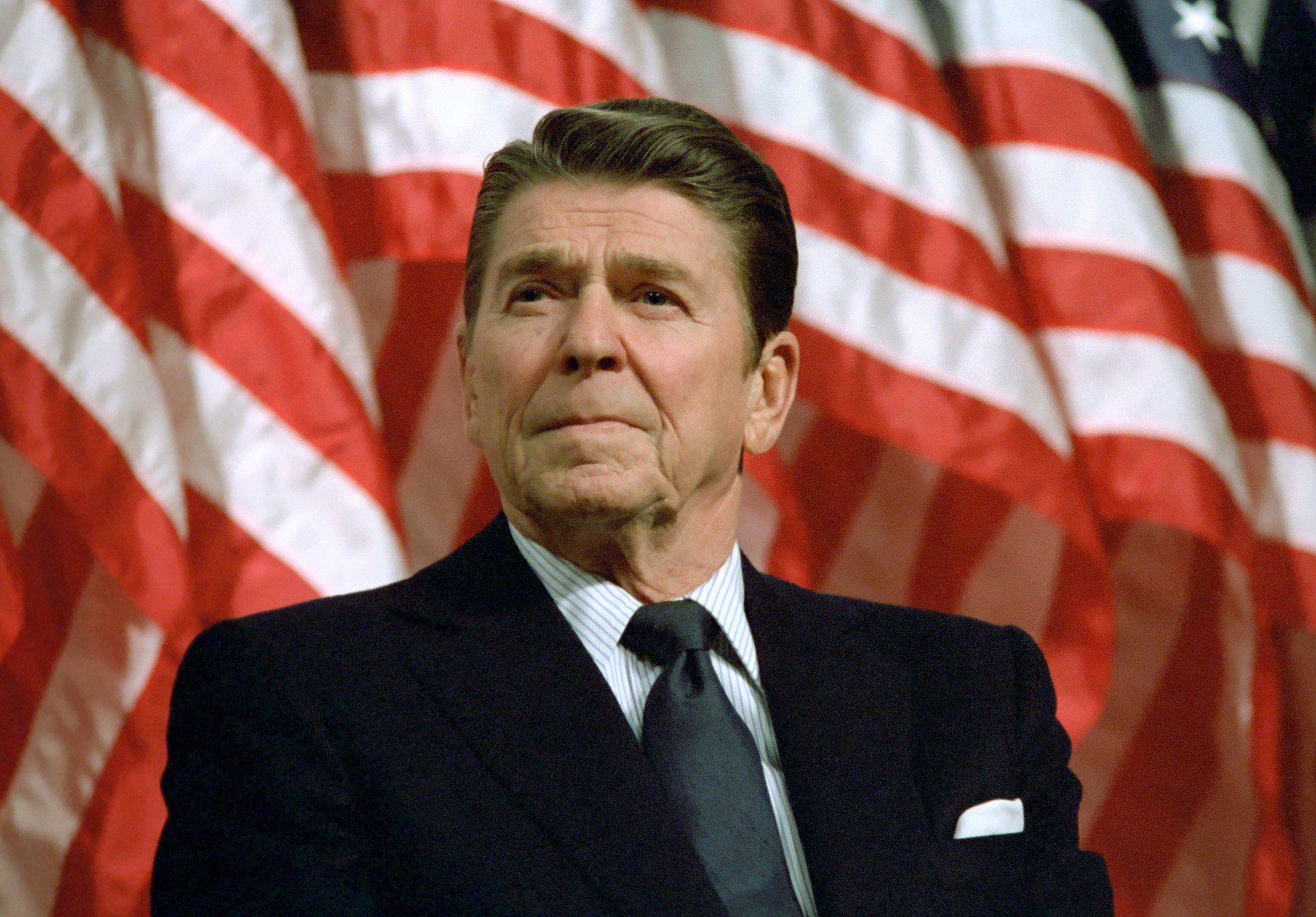
Prezident Ronald Reagan hovoří na mítinku se senátorem Durenberger v Minneapolis, Minnesota, 8. února 1982
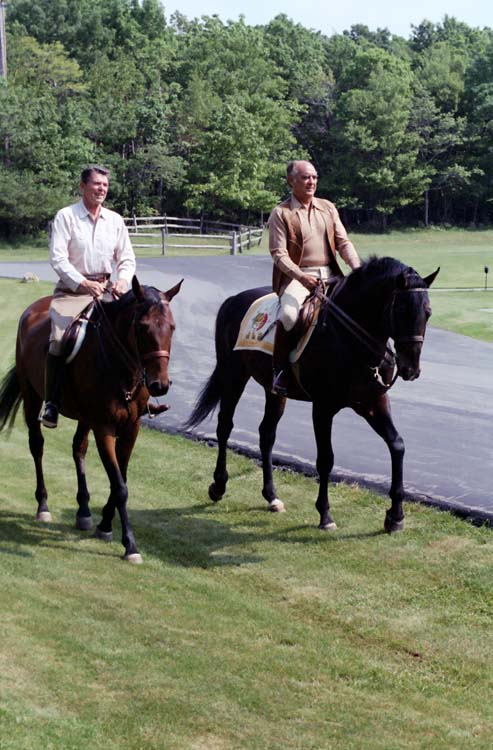
Americký prezident Ronald Reagan (vlevo) a mexický prezident José López Portillo (vpravo) jedou na koních v Camp Davidu, Maryland, USA. 8. června 1981
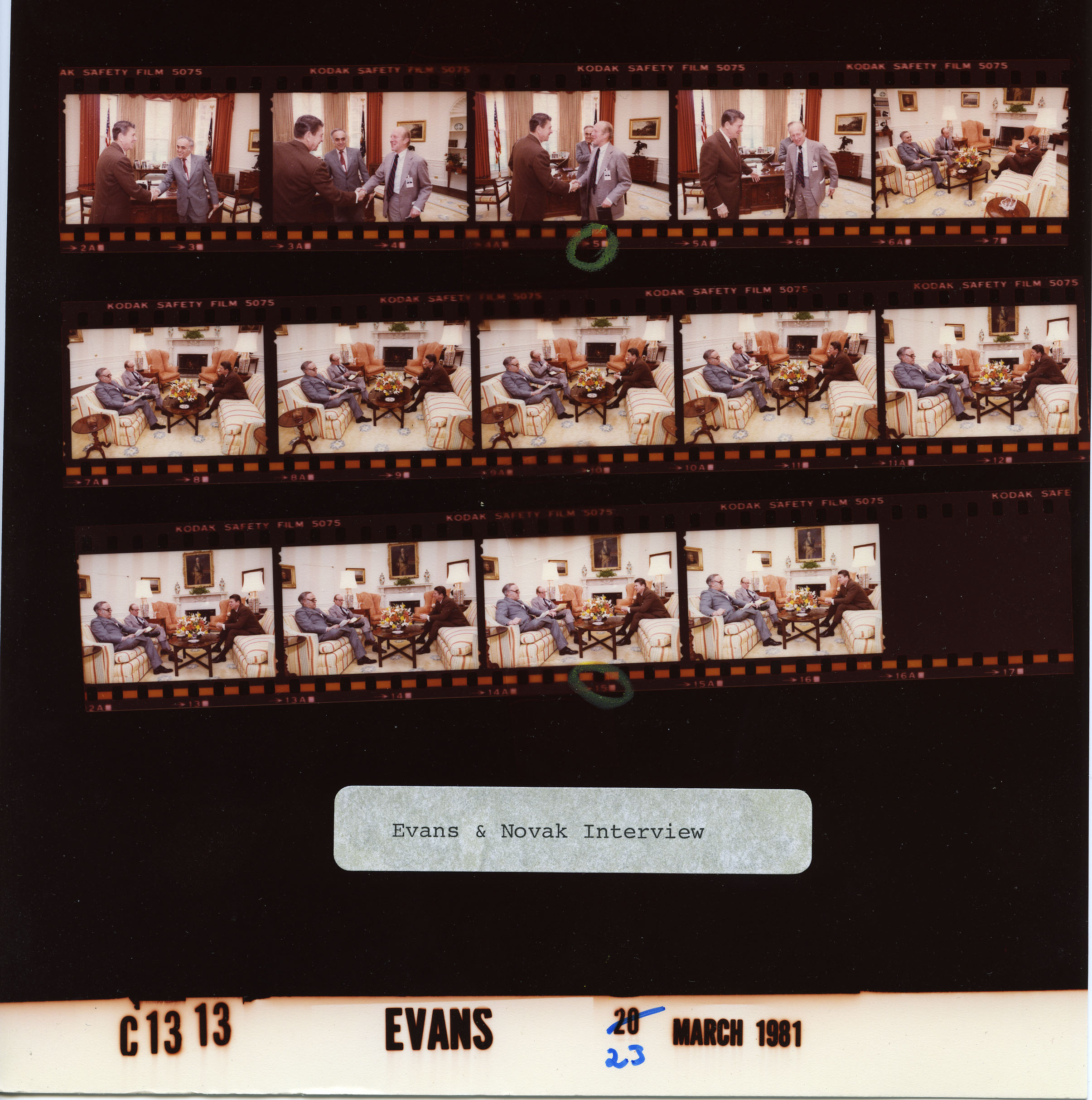
Kontaktní tisk, Interview, 21. března 1981
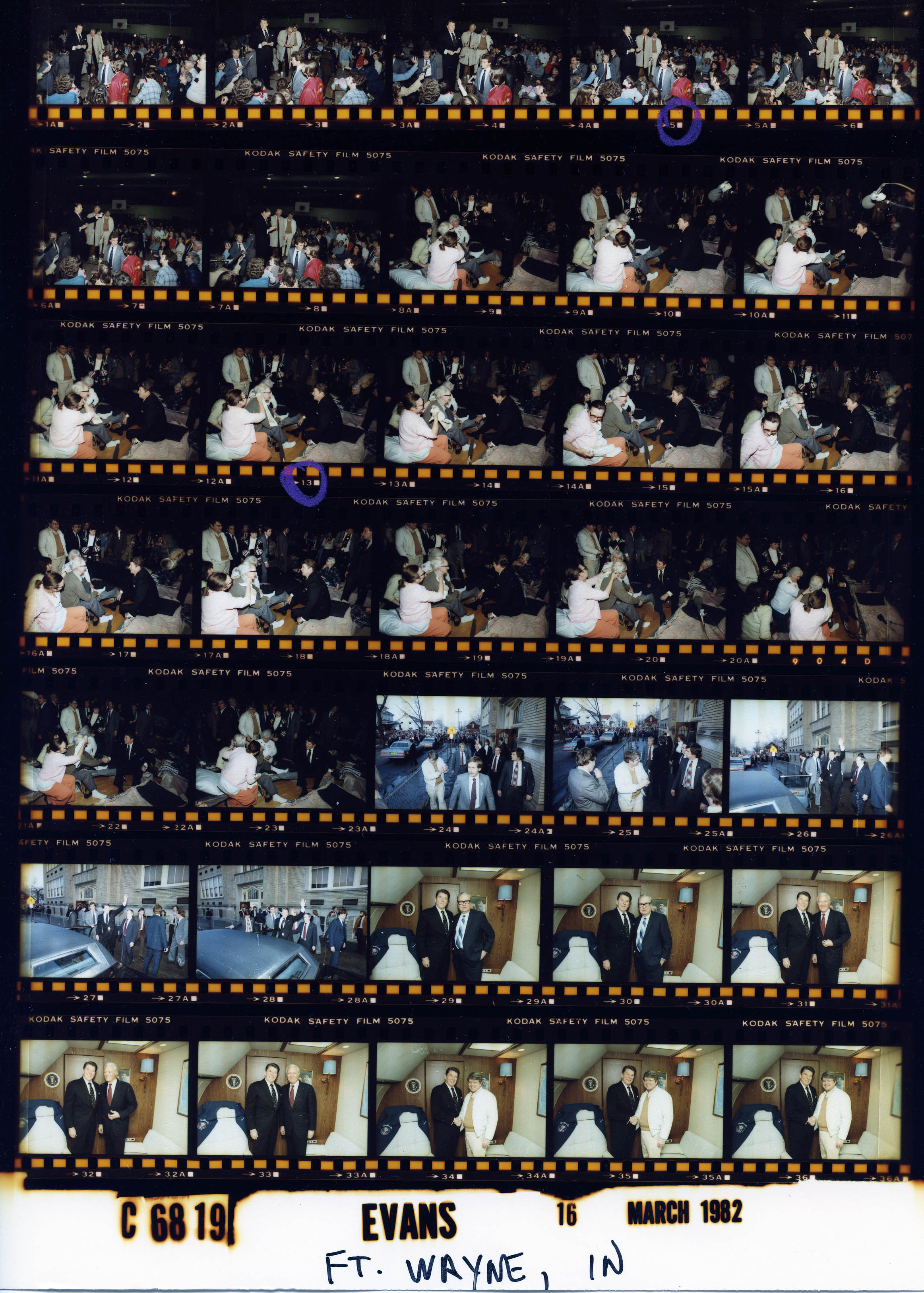
Prezident Ronald Reagan odjíždí v limuzíně od kostela Precious Blood Catholic Church, 16. března 1982

Atentát na Ronalda Reagana, 30. března 1981

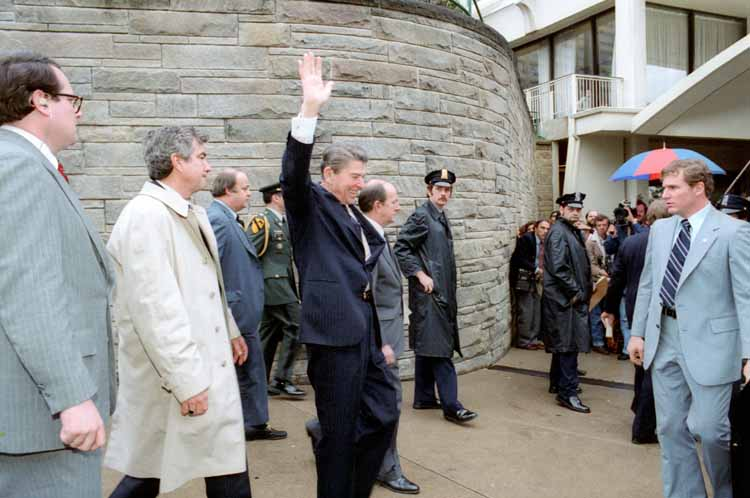
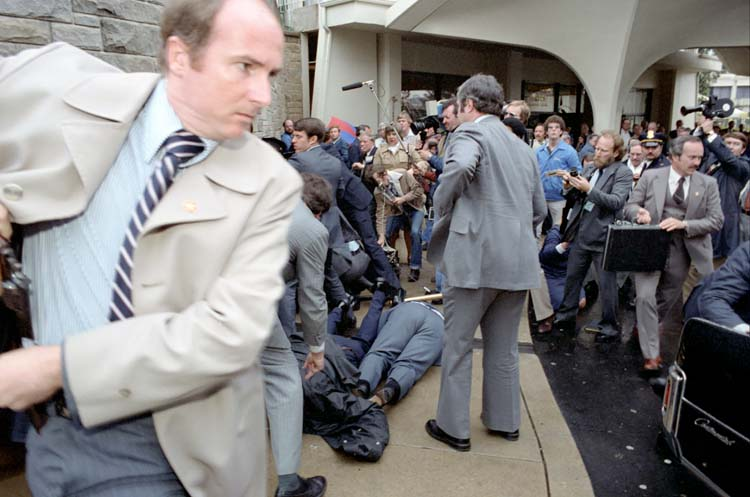
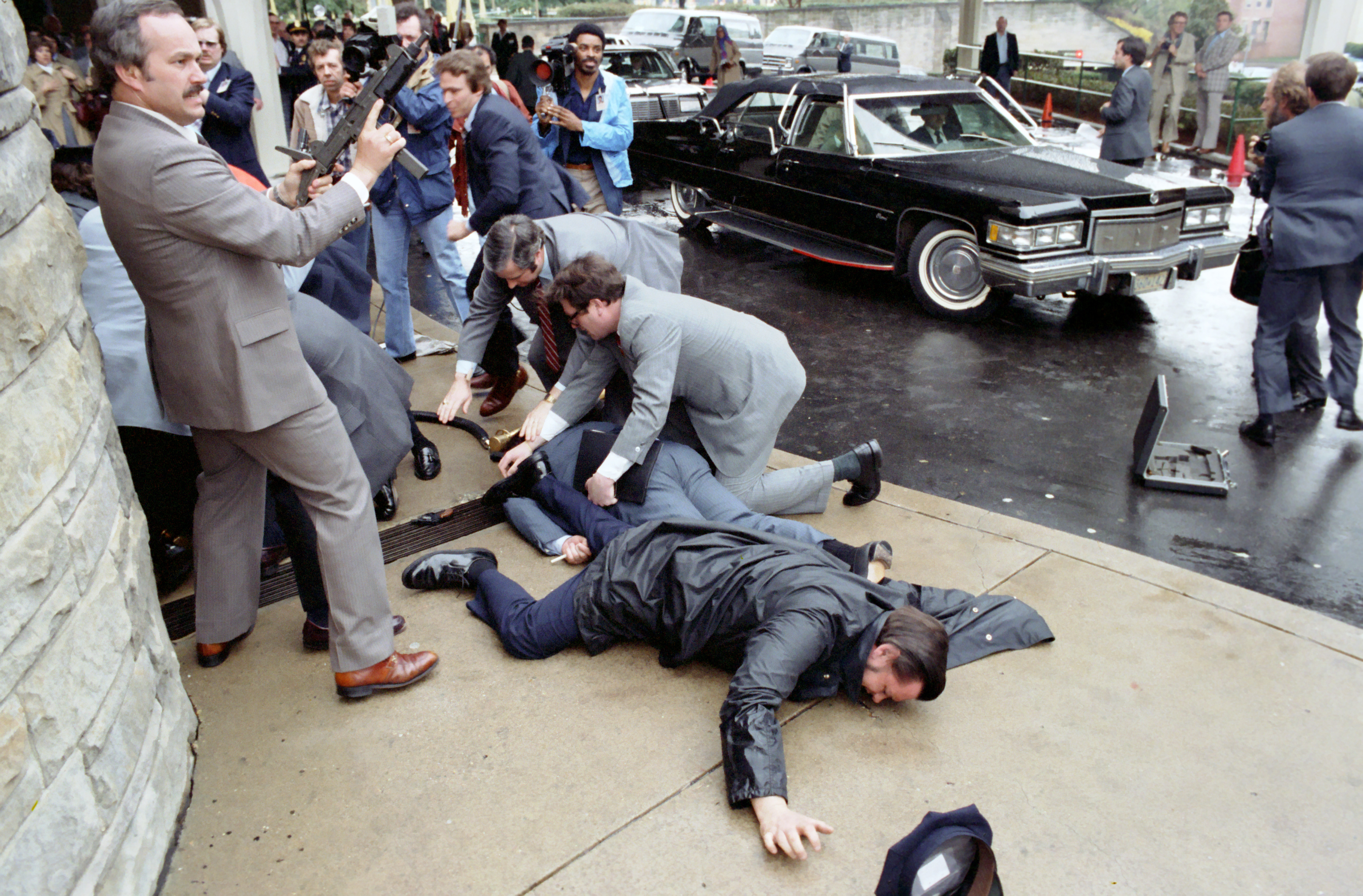
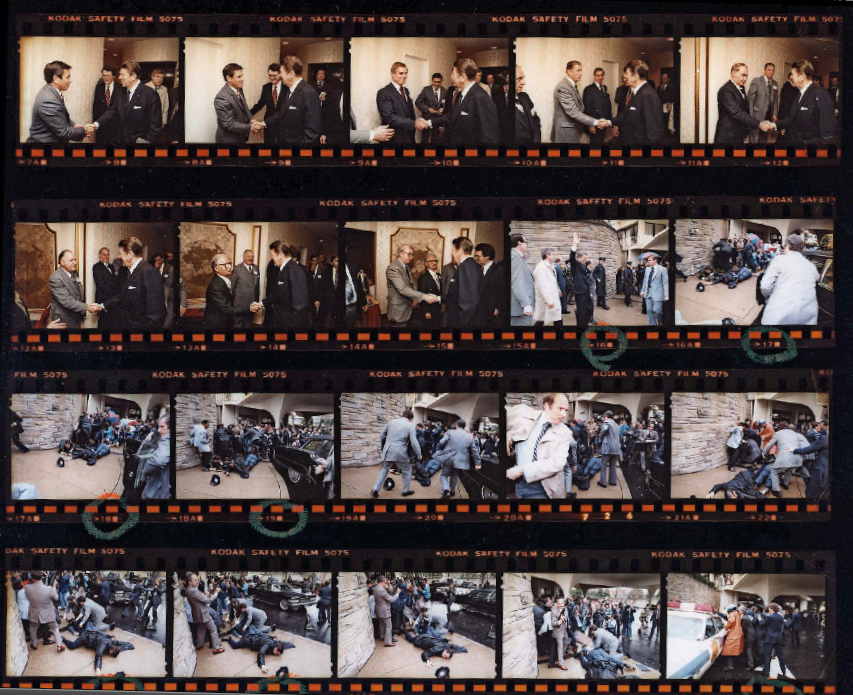
Kontaktní tisk